# مسؤولية قانونية
في القانون ملتزم تعني مسئولاً ومجبراً قانونياً. المسؤولية القانونية من اهتمامات القانون المدني والقانون الجنائي. ويمكن أن تنشأ عن مجالات متعددة من القانون، مثل العقود والجنح والضرائب المفروضة من الجهات الحكومية. المدعي هو من يسعى لينشئ أو يثبت المسؤولية. يستطيع المدعون إثبات المسؤولية بعدد كبير من النظريات المختلفة، المعروفة بنظريات الالتزام. النظريات المتوفرة في حالة معينة تعتمد على طبيعة القانون في هذه الحالة. في حالة النزاع التعاقدي، إحدى نظريات الالتزام المتوفرة هي الإخلال بالعقد.
كل نظرية للالتزام لها حالات معينة، أو عناصر، يجب أن يتم إثباتها بواسطة المدعي قبل أن ينشأ الالتزام. على سبيل المثال، نظرية الإهمال، تحتاج أن يثبت المدعي أن المتهم كان لديه واجب. وإن المتهم أخل بهذا الواجب. وإن إخلال المتهم أدى إلى خسارة. وإن الخسارة أدت إلى أضرار قابلة للاسترداد. دفع الأضرار عادة يحل الالتزام. قد تغطى المسئولية عن طريق تأمين. بشكل عام، مقدمو خدمة التأمين يغطون المسئولية الناشئة عن جنح السهو، وليس الخطأ المتعمد أو الإخلال بالعقود.
في القانون التجاري، المسئولية المحدودة هي صورة تجارية تحمي ممتكليها من أنواع معينة من الالتزام والقدر الذي سيكون أحد الملاك ملتزماً به. صورة المسئولية المحدودة تفصل المالك (أو الملاك) من التجارة. هذا يعني أنه عندما توجد الشركة ملتزمة في حالة، لا يكون الملاك أنفسهم ملتزمين؛ ولكن الشركة هي الملتزمة. لذا؛ فقط الإيرادات أو الممتلكات التي استثمرها الملاك في التجارة، معرضة لهذه المسئولية. إذا أفلست شركة ذات مسئولية محدودة على سبيل المثال، فلن يخسر الملاك الأصول التي لا علاقة لها مثل سكن شخصي (على اعتبار أنهم لا يعطون ضمانات شخصية). هذا هو النموذج المعياري للشركات الكبرى، حيث يخسر حامل السهم القدر المستثمر (في صورة انخفاض قيمة السهم).
هناك استثناء لهذا، تسمح للمدعي بملاحقة ملاك شركة ذات مسئولية محدودة، إذا كانت أعمال الملاك تبرر استرداد المدعي من الملاك.
في القانون والاقتصاد المسؤولية القانونية (بالإنجليزية:Legal liability) هي كل التزام قانوني بتسديد دين.
- طبقا للقانون يكون الشخص ملزما قانونا إذا كان مسؤولا عن شيء مادي أو قانوني. وتشمل المسؤولية القانونية التزامات القانون المدني والقانون الجنائي. والالتزام القانوني تعترف به المحاكم، مثل التزام الشخص في الوفاء بعقد أبرمه مع شخص أو طرف آخر، أوما شابه ذلك.
- في الاقتصاد نجد المسؤولية المحدودة في بعض أنواع الشركات، حيث يكون أصحاب الشركة مسؤولين قانونا بنسبة مشاركة كل منهم في رأس المال. فإذا أفلست الشركة ذات مسؤولية محدودة فلا تشمل مسؤولية صاحبها وقوع ممتلكاته الشخصية لتسديد الديون. وهذا هو الشكل العادي في تنظيم الشركات حيث يفقد الشريك في حالة الإفلاس نصيبه المشارك به في الشركة.
- كما يوجد التزاما قانونيا للمنتج، حيث لا يسمح القانون له ببيع أجهزة أو بضاعة فاسدة.

## اقرأ أيضاً
- استطلاع الموارد المالية
- خداع (اقتصاد)
- نظارة الحسابات
- التزام حالي
- تعهد
- مردود الاستثمار
- الحد الأدنى للعائد
- مركز مربح
- مركز تكلفة
- تحفيز مالي
- معدل الفائدة الإسمية
- معدل الفائدة الفعلية
- نظارة الحسابات
- مصروفات جارية
- في الإيداع
- نقص
- عملة مضمونة بأصول
- أوراق تجارية مالية
- موارد المال
- إيراد مقدم
- القيد الأول
- عوائد ريع